# Siemki
Siemki (deutsch Scharfs) ist ein Dorf in der polnischen Woiwodschaft Ermland-Masuren. Es gehört zur Gmina Reszel (Stadt- und Landgemeinde Rößel) im Powiat Kętrzyński (Kreis Rastenburg).

## Geographische Lage
Siemki liegt in der nördlichen Mitte der Woiwodschaft Ermland-Masuren, acht Kilometer südwestlich der Kreisstadt Kętrzyn (deutsch Rastenburg).

## Geschichte
Das um 1819 Scharffs genannte Dorf und Vorwerk wurde bereits 1480 erstmals erwähnt. Im Jahre 1874 wurde es in den neu errichteten Amtsbezirk Jeesau (polnisch Jeżewo) im Kreis Rastenburg im Regierungsbezirk Königsberg in der preußischen Provinz Ostpreußen eingegliedert.
Am 30. September 1928 vergrößerte sich die Landgemeinde Scharfs, als sie sich mit dem Gutsbezirk Schrengen (polnisch Linkowo) zur neuen Landgemeinde Scharfs zusammenschloss. Als solche wurde sie am 23. Mai 1929 in den Amtsbezirk Groß Neuhof (polnisch Biedaszki) umgegliedert.
1945 kam Scharfs in Kriegsfolge mit dem gesamten südlichen Ostpreußen zu Polen und erhielt die polnische Namensform „Siemki“. Heute ist das Dorf Sitz eines Schulzenamtes (polnisch Sołectwo) und somit eine Ortschaft im Verbund der Stadt- und Landgemeinde Reszel (Rößel) im Powiat Kętrzyński (Kreis Rastenburg), bis 1998 der Woiwodschaft Olsztyn, seither der Woiwodschaft Ermland-Masuren zugehörig.

### Einwohnerzahlen
| Jahr | Anzahl |
| ---- | ------ |
| 1820 | 161    |
| 1885 | 124    |
| 1905 | 104    |
| 1910 | 88     |
| 1933 | 380    |
| 1939 | 356    |
| 2011 | 153    |

## Kirche
Bis 1945 war Scharfs in das evangelische Kirchspiel Rastenburg in der Kirchenprovinz Ostpreußen der Kirche der Altpreußischen Union sowie in die katholische Pfarrei Heiligelinde (polnisch Święta Lipka) im damaligen Bistum Ermland eingepfarrt. Heute gehört Siemki evangelischerseits zur Johanneskirchengemeinde Kętrzyn in der Diözese Masuren der Evangelisch-Augsburgischen Kirche in Polen. Katholischerseits besteht weiterhin der Bezug zur Wallfahrtskirche in Święta Lipka, jetzt dem Erzbistum Ermland zugeordnet. In Siemki steht eine kleine Kapelle, die von einem Ordenspriester der Jesuiten innerhalb der Pfarrei Święta Lipka betreut wird.

## Verkehr
Siemki liegt verkehrstechnisch günstig zwischen den beiden Woiwodschaftsstraßen DW 590 (Reszel) und DW 594 (Pudwągi). Linkowo (Schrengen) ist die nächste Bahnstation an der Bahnstrecke Korsze–Białystok.